# Coleophora bihastulifera
Coleophora bihastulifera é uma espécie de mariposa do gênero Coleophora pertencente à família Coleophoridae.